# Montalbano Jonico
Montalbano Jonico es un municipio situado en el territorio de la provincia de Matera, en Basilicata (Italia). Tiene una población estimada, a fines de 2019, de 6,910 habitantes.

## Demografía
| Gráfica de evolución demográfica de Montalbano Jonico entre 1861 y 2008 |
|                                                                         |
| fuente ISTAT - elaboración gráfica a cargo de Wikipedia                 |